# Kotava
El kotava ( pronúncia (?·pàg.)) és una llengua auxiliar planificada creada per Staren Fetcey el 1978.

## Característiques

### Classificació genètica
Com que és una llengua construïda, el kotava no està genealògicament relacionat amb l'idioma de cap grup ètnic.

### Alfabet
El kotava s'escriu amb l'alfabet llatí. L'alfabet no inclou les lletres h i q, que no es fan servir, excepte en expressions matemàtiques i noms estrangers no assimilats. Les 24 lletres de l'alfabet són:
| Lletra | a | b | c | d | e | f | g | i | j | k | l | m | n | o | p | r | s | t | u | v | w | x | y | z |
| AFI    | a | b | ʃ | d | ɛ̯ | f | g | i | ʒ | k | l | m | n | o | p | r | s | t | u | v | w | x | j | z |

#### Consonants
La classificació de les consonants és la següent:
|                    | Bilabial | Bilabial | Labio- dental | Labio- dental | Alveolar | Alveolar | Post- alveolar | Post- alveolar | Palatal | Palatal | Velar | Velar | Glotal | Glotal |
| Oclusiva           | p        | b        |               |               | t        | d        |                |                |         |         | k     | g     |        |        |
| Nasal              |          | m        |               |               |          | n        |                |                |         |         |       |       |        |        |
| Vibrant simple     |          |          |               |               |          | r        |                |                |         |         |       |       |        |        |
| Fricativa          |          |          | f             | v             | s        | z        | ʃ              | ʒ              |         |         | x     |       |        |        |
| Aproximant lateral |          |          |               |               |          | l        |                |                |         |         |       |       |        |        |
| Aproximant         |          |          |               |               |          |          |                |                |         | j       |       |       |        |        |

#### Vocals
El sistema vocàlic té cinc timbres (a, e, i, o, u, que corresponen als mateixos valors en català de a, e, i, o, u). No fa distinció en la longitud de les vocals i tampoc no hi ha vocals nasalitzades. Hi ha sis diftongs decreixents: uj, oj, ej, aj.
Tolera un alt grau de variació. Per exemple, /e/ va des de [e] (é catalana) fins a [ɛ] (è catalana). Aquestes diferències gairebé sempre depenen de l'idioma matern dels parlants. Hom pot usar una oclusiva glotal sorda entre vocals adjacents en algunes oracions, especialment si les vocals són les mateixes, com a aal (arbre) i pruveeem (pomes).
|         | Frontal | Posterior |
| ------- | ------- | --------- |
| Tancada | i       | u         |
| Mitjana | e       | o         |
| Oberta  | a       | a         |

### Exemples de text
- Article 1 de la Declaració de Drets Humans:

Kot ayik sokoblir nuyaf is miltaf gu bagaliuca is rokeem. Va ova is jiluca in sodigir isen kottan is artan va sint beron gotegid.
- Parenostre:

Redusik va cin, sotigis koe kelt,

Rinaf yolt djay tir tumtaf ‼

Rinafa gazara djay pir ‼

Rinafa jugemenaca djay zo skud moe Tawuz dum koe kelt ‼

Va vieleaf beg pu cin revieleon djay zilil ‼

Gu cin va kanta djay ixel ‼

Isen cin dere ixev pu kantasik va int.

Va cin ko zoera djay me stal,

voxe djay askil da va rotura ilbuluv ‼

Kiren gijarotiuca is aliuca sotir ke to rin kotabon.

Ae!

### Frases d'ús corrent
Heus aquí algunes frases útils en kotava, amb transcripció AFI:
- Hola:  Kiavá (?·pàg.) /kiaˈva/
- Que parles kotava?: Kas kotavul ? /kas kotaˈvul/
- Com estàs?:  Tokinde vil ? (?·pàg.) /toˈkindɛ vil/
- Com et dius?: Tok rinaf yolt tir ? /tok riˈ naf jolt tir/
- Em dic…: Jinaf yolt tir… /ʒiˈnaf jolt tir…/
- Què és això?:  Tokcoba batcoba tir ? (?·pàg.) /tokˈʃoba batˈʃoba tir/
- Això és…: Batcoba tir… /batˈʃoba tir/
- M'agrada aquest: Va batcoba albá /va batˈʃoba alˈba/ o Batcoba va jin puver /batˈʃoba va jin puˈvɛr/
- Pren:  Batse (?·pàg.) /ˈbatsɛ/
- Està bé:  Anye (?·pàg.) /ˈaɲɛ/
- Si us plau:  Vay (?·pàg.) /vaj
- Gràcies:  Grewá (?·pàg.) /grɛˈwa/
- De res:  Loxe (?·pàg.) /ˈloxɛ/
- Una cervesa, si us plau:  Va erot vay ‼ (?·pàg.) /va ɛˈrot vaj/
- Quant?:  Tokote ? (?·pàg.) /toˈkotɛ/
- A la vostra salut! (brindis): Va uliranya /va uliˈraɲa/
- Salut! (si hom esternuda):  Va galuca ! (?·pàg.) /va gaˈluʃa/
- No t'entenc:  Va rin me gildá (?·pàg.) /va rin ˈmɛ gilˈda/
- És un dia bonic:  Kewar (?·pàg.) /kɛˈwar/
- T'estimo:  Va rin rená (?·pàg.) /va rin rɛˈna/
- Bon dia:  Va kiavafiz (?·pàg.) /va kiavaˈfiz/
- Bon vespre:  Va kiavaviel (?·pàg.) /va kiavaviˈɛl/
- Bona nit:  Va mielcekany (?·pàg.) /va miɛlʃɛˈkaɲ/
- A reveure:  Divkiavá (?·pàg.) /divkiaˈva/
- Adéu: Va done /va ˈdonɛ/
- Pau:  Va dili ! (?·pàg.) /va ˈdili/

### Diccionaris i lèxics
Kotapedia

### Aprenentatge
- YouTube